# Швебиш Гмюнд
Швебиш Гмюнд (на немски: Schwäbisch Gmünd) е град в Баден-Вюртемберг, Германия, с 59 840 жители (2015). Намира се на около 50 km източно от столицата Щутгарт.